# Venezillo fillolae
Venezillo fillolae là một loài chân đều trong họ Armadillidae. Loài này được Rodríguez & Barrientos miêu tả khoa học năm 1993.